# Subjefe

Estructura de una familia criminal de la Mafia

El Subjefe (en italiano: sottocapo) o (en inglés: underboss) es una posición dentro de la estructura de liderazgo de ciertos grupos del crimen organizado, particularmente en las familias criminales de la Mafia siciliana, Mafia griega y la Mafia estadounidense. El subjefe es el segundo en el comando después del jefe. Algunas veces es un miembro de la familia, como un hijo, quien tomaría el control de la familia si el jefe se enferma, muere o es arrestado. Sin embargo, la posición de jefe callejero usualmente reta al rango de subjefe en la era moderna. La posición fue instalada dentro de la familia criminal Genovese desde por lo menos mediados de los años 1960. También ha sido utilizado en la familia criminal de Detroit y el Chicago Outfit.
El poder de un subjefe suele ser variable. Algunas veces son figuras marginales mientras que otras veces son el individuo más poderoso de la familia. Tradicionalmente ellos se ocupan de los asuntos del día a día de la familia. En algunas familias criminales, el cargo es por vida. Si un nuevo jefe toma el control de una familia con un subjefe ya en el cargo, el nuevo jefe va a marginalizar o a asesinar al subjefe. Por otro lado, si un jefe es encarcelado, el subjefe se convierte en el jefe en funciones. Como los jefes usualmente son condenados con largas condenas, el jefe en funciones se convierte en el jefe efectivo de la familia criminal. Incluso con el jefe libre, algunas veces el subjefe termina ganando suficiente poder para convertirse en la efectiva cabeza de la organización y el jefe se convertirá en una figura decorativa. Un subjefe puede tener información sobre el jefe  por eso los jefes nombran como tales a gente cercana a ellos.
En la mayoría de familias, el subjefe resuelve muchas de las disputas. Dependiente de la seriedad del problema, el podría consultar con el jefe. Algunos conflictos son inmediatamente puestos en conocimiento del jefe. En esos casos, el subjefe usualmente ofrece su opinión. De todas maneras, la última autoridad siempre la tiene el jefe. Esto algunas veces molesta el ego de un subjefe ambicioso y puede llevar a problemas.
Un subjefe recibe una compensación monetaria de varias formas. Por ejemplo, puede ser un socio en varios garitos y así obtener una ganancia. ADemás, varios capos pueden entregar sus sobres a través del subjefe, quien toma un porcentaje y entrega el remanente al jefe. Sin embargo, sea cual fuere la forma en que logra sus ilegales ganancias, obtiene un monto significativo y suficiente para generar envidia de la posición, especialmente cuando se toma en consideración el prestigio y la posibilidad de hacer mayores avances. Algunas veces un subjefe tendrá su propia pandilla.
Al igual que el jefe de una familia, un subjefe también puede tener un hombre que sea su mano derecha. Esta mano derecha puede hablar en representación del subjefe o realizar tareas adicionales para él. 

## Subjefes notables
- Aniello Dellacroce (familia criminal Gambino)
- Salvatore Gravano (familia criminal Gambino)
- Venero Mangano (familia criminal Genovese)
- Frank DeCicco (familia criminal Gambino)
- Anthony Casso (familia criminal Lucchese)
- Salvatore Vitale (familia criminal Bonanno)
- Vincenzo Terranova (familia criminal Morello, predecesora de la actual familia criminal Genovese)
- Anthony Zizzo (Chicago Outfit)
- John DeRoss (familia criminal Colombo)
- Steven Crea (familia criminal Lucchese)
- John Cerone (Chicago Outfit)
- Sonny Franzese (familia criminal Colombo)
- Benedetto Aloi (familia criminal Colombo)
- Gennaro Langella (familia criminal Colombo)
- Tommy Lucchese (familia criminal Lucchese)
- Chuckie Merlino (familia criminal de Philadelphia)